# ۱۷۷۱ (میلادی)
۱۷۷۱ (میلادی) هزار و هفتصد و هفتاد و یکمین سال تقویم میلادی است.

## مناسبت‌ها
اخترشناس فرانسوی شارل==رویدادها==مسی

## درگذشتگان
‎